# Noyau de ferrite
 (signalé en mai 2025).
Si vous disposez d'ouvrages ou d'articles de référence ou si vous connaissez des sites web de qualité traitant du thème abordé ici, merci de compléter l'article en donnant les références utiles à sa vérifiabilité et en les liant à la section « Notes et références ».
- Archive Wikiwix
- Bing
- Cairn
- DuckDuckGo
- E. Universalis
- Gallica
- Google
- G. Books
- G. News
- G. Scholar
- Persée
- Qwant
- (zh) Baidu
- (ru) Yandex
- (wd) trouver des œuvres sur Wikidata

Pour les articles homonymes, voir Noyau.

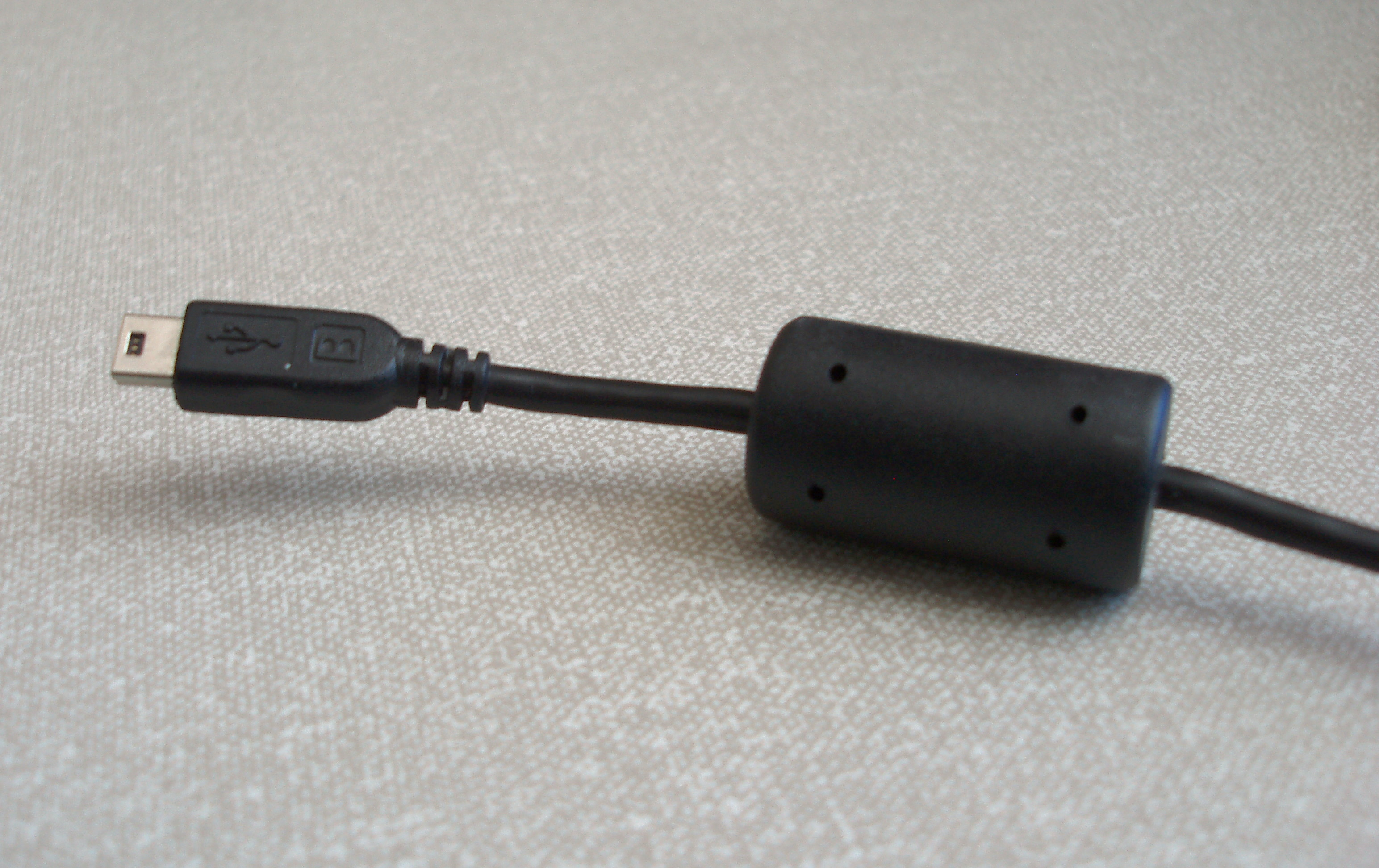
Un noyau de ferrite à l'extrémité d'un câble informatique (de type mini-USB).

Un noyau de ferrite est une bobine d'arrêt comportant un noyau de ferrite placé autour d'un fil électrique afin de supprimer le bruit électronique à haute fréquence. On en retrouve notamment sur les fils des chargeurs d'équipement électroniques usuels (e.g., ordinateurs portables) où circule un courant continu.